# Amazilia
Amazilia (Amazilia's) is een geslacht van vogels uit de familie kolibries (Trochilidae) en de geslachtengroep Trochilini (briljantkolibries). Na moleculair genetisch verwantschapsonderzoek tussen 2007 en 2024 zijn een groot aantal soorten van dit geslacht verplaatst naar andere geslachten.  Er zijn nu nog vier soorten:
- Amazilia rutila  – Kaneelkleurige amazilia
- Amazilia yucatanensis  – Yucatánamazilia
- Amazilia tzacatl  – Roodstaartamazilia
- Amazilia luciae  – Hondurese amazilia